# Șișești
Șișești è un comune della Romania di 5 473 abitanti, ubicato nel distretto di Maramureș, nella regione storica della Transilvania.
Il comune è formato dall'unione di 7 villaggi: Bontăieni, Cetățele, Dănești, Negreia, Plopiș, Șișești, Șurdești.

## Monumenti
I principali monumenti di Șișești sono:
- Le chiese lignee di Plopiș e di Șurdești, entrambe dedicate ai SS. Arcangeli Michele e Gabriele (Sfinții Arhangheli Mihail și Gavril), facenti parte del complesso delle Chiese lignee del Maramureș, patrimonio UNESCO.
- La chiesa greco-cattolica, consacrata il 15 agosto 1890, costruita su iniziativa di Vasile Lucaciu, per qualche tempo parroco di Șișești. La chiesa venne dato nel 1948 nella disponibilità di una parrocchia ortodossa, ma una sentenza della Înalta Curte de Casație și Justiție (l'equivalente romeno della Corte di Cassazione) del 5 ottobre 2007 ne ha disposto la restituzione alla Chiesa greco-cattolica rumena.